# VVV in het seizoen 1956/57
Dit artikel geeft een overzicht van VVV in het seizoen 1956/1957.

## Transfers

### Aangetrokken spelers
| Naam             | Nationaliteit | Vorige club    |
| ---------------- | ------------- | -------------- |
| Zomer            |               |                |
| Nico Burhenne    | Nederland     | Eigen jeugd    |
| Otto de Kleijn   | Nederland     | Theole         |
| Jan van der Meij | Nederland     | Eigen jeugd    |
| Leo Snijders     | Nederland     | Willem II      |
| Faas Wilkes      | Nederland     | Valencia CF    |
| Najaar           |               |                |
| Jan Seelen       | Nederland     | Venlosche Boys |

### Vertrokken spelers
| Naam            | Nationaliteit | Nieuwe club |
| --------------- | ------------- | ----------- |
| Zomer           |               |             |
| Bèr Brueren     | Nederland     | IVO         |
| Piet Engelen    | Nederland     | Tiglieja    |
| Coy Koopal      | Nederland     | Willem II   |
| Janus van Rooij | Nederland     | SV Blerick  |
| Jan Schatorjé   | Nederland     | Vitesse     |
| Winter          |               |             |
| Willy Heger     | Nederland     | gestopt     |

## Oefenwedstrijden
| №  | Datum            | Thuis                          | Uit                | Uitslag |
| -- | ---------------- | ------------------------------ | ------------------ | ------- |
| 1  | 1 augustus 1956  | Alemannia Aachen               | VVV                | 2 – 1   |
| 2  | 11 augustus 1956 | GVAV                           | VVV                | 1 – 1   |
| 3  | 15 augustus 1956 | VVV                            | Wacker Wien        | 0 – 4   |
| 4  | 26 augustus 1956 | Vitesse                        | VVV                | 4 – 0   |
| 5  | 12 oktober 1956  | VVV                            | SV Blerick         | 4 – 0   |
| 6  | 10 april 1957    | VVV                            | Fortuna Düsseldorf | 1 – 2   |
| 7  | 30 april 1957    | Noordlimburgse Amateurselectie | VVV                | 5 – 2   |
| 8  | 3 mei 1957       | VVV                            | Blackburn Rovers   | 3 – 1   |
| 9  | 11 mei 1957      | TuRa Bonn                      | VVV                | 2 – 5   |
| 10 | 12 mei 1957      | VfL Marburg                    | VVV                | 1 – 1   |
| 11 | 18 mei 1957      | VVV                            | EC Bahia           | 3 – 2   |
| 12 | 25 mei 1957      | VVV                            | EC Bahia           | 2 – 2   |
| 13 | 30 mei 1957      | VVV                            | Derby County       | 1 – 0   |
| 14 | 29 juni 1957     | VVV                            | Helmondia '55      | 1 – 4   |

## Eredivisie
| №  | Datum             | Thuis         | Uit           | Uitslag |
| -- | ----------------- | ------------- | ------------- | ------- |
| 1  | 2 september 1956  | VVV           | GVAV          | 1 – 0   |
| 2  | 9 september 1956  | Eindhoven     | VVV           | 0 – 2   |
| 3  | 23 september 1956 | VVV           | MVV           | 1 – 3   |
| 4  | 30 september 1956 | Rapid JC      | VVV           | 2 – 0   |
| 5  | 7 oktober 1956    | VVV           | Elinkwijk     | 2 – 1   |
| 6  | 21 oktober 1956   | Feijenoord    | VVV           | 3 – 0   |
| 7  | 28 oktober 1956   | VVV           | Willem II     | 3 – 1   |
| 8  | 11 november 1956  | BVV           | VVV           | 1 – 4   |
| 9  | 25 november 1956  | PSV           | VVV           | 0 – 1   |
| 10 | 2 december 1956   | VVV           | Fortuna '54   | 2 – 3   |
| 11 | 9 december 1956   | BVC Amsterdam | VVV           | 4 – 1   |
| 12 | 16 december 1956  | DOS           | VVV           | 1 – 3   |
| 13 | 23 december 1956  | VVV           | Ajax          | 0 – 0   |
| 14 | 26 december 1956  | VVV           | SC Enschede   | 0 – 1   |
| 15 | 30 december 1956  | NOAD          | VVV           | 1 – 2   |
| 16 | 6 januari 1957    | VVV           | NAC           | 1 – 0   |
| 17 | 13 januari 1957   | Sparta        | VVV           | 1 – 1   |
| 18 | 20 januari 1957   | GVAV          | VVV           | 0 – 1   |
| 19 | 27 januari 1957   | VVV           | Eindhoven     | 2 – 1   |
| 20 | 3 februari 1957   | MVV           | VVV           | 1 – 0   |
| 21 | 10 februari 1957  | VVV           | Rapid JC      | 2 – 1   |
| 22 | 17 februari 1957  | Elinkwijk     | VVV           | 2 – 2   |
| 23 | 24 februari 1957  | VVV           | Feijenoord    | 2 – 2   |
| 24 | 10 maart 1957     | Willem II     | VVV           | 6 – 3   |
| 25 | 17 maart 1957     | VVV           | BVV           | 3 – 1   |
| 26 | 24 maart 1957     | SC Enschede   | VVV           | 0 – 0   |
| 27 | 31 maart 1957     | VVV           | PSV           | 1 – 5   |
| 28 | 7 april 1957      | Fortuna '54   | VVV           | 3 – 1   |
| 29 | 14 april 1957     | VVV           | BVC Amsterdam | 3 – 2   |
| 30 | 22 april 1957     | VVV           | DOS           | 0 – 1   |
| 31 | 5 mei 1957        | Ajax          | VVV           | 1 – 1   |
| 32 | 15 mei 1957       | VVV           | NOAD          | 2 – 1   |
| 33 | 19 mei 1957       | NAC           | VVV           | 3 – 1   |
| 34 | 2 juni 1957       | VVV           | Sparta        | 2 – 1   |

## KNVB Beker
Eerste ronde:
| Zondag 19 augustus 1956, 14:30                                       | VVV          | 1-0 (0-0) | SC Irene | Opstelling VVV                                                                                        | Opstelling SC Irene |  |
| Stadion: Stadion De Kraal, Venlo Toeschouwers: 1.500 Arbiter: Hugens | Snijders 55' |           |          | Swinkels, Lamberts, Steegh, Heger , Van den Hurk, Klaassens, Theuws, Janse, Sleven, Teeuwen, Snijders | Pijnenburg, A. Peeters, Rommerskirchen , Hendriksen, H. Geraats, Cremers 75' ( Frenken), B. Peeters, G. Geraats, Vossen, Holthuijsen, Op 't Veld |  |
| Stadion: Stadion De Kraal, Venlo Toeschouwers: 1.500 Arbiter: Hugens |              |           |          | Swinkels, Lamberts, Steegh, Heger , Van den Hurk, Klaassens, Theuws, Janse, Sleven, Teeuwen, Snijders | Pijnenburg, A. Peeters, Rommerskirchen , Hendriksen, H. Geraats, Cremers 75' ( Frenken), B. Peeters, G. Geraats, Vossen, Holthuijsen, Op 't Veld |  |
| Stadion: Stadion De Kraal, Venlo Toeschouwers: 1.500 Arbiter: Hugens |              |           |          | Swinkels, Lamberts, Steegh, Heger , Van den Hurk, Klaassens, Theuws, Janse, Sleven, Teeuwen, Snijders | Pijnenburg, A. Peeters, Rommerskirchen , Hendriksen, H. Geraats, Cremers 75' ( Frenken), B. Peeters, G. Geraats, Vossen, Holthuijsen, Op 't Veld |  |
| Bijz.: VVV plaatst zich voor de volgende bekerronde.                 |              |           |          | | |  |

Tweede ronde:
| Zondag 19 september 1956, 14:30                                          | VVV                               | 3-1 (0-0) | TOP                | Opstelling VVV | Opstelling TOP |
| Stadion: Stadion De Kraal, Venlo Toeschouwers: 1.500 Arbiter: Dreimüller | Teeuwen 65' Theuws 74' Sleven 90' |           | 70' (e.d.) Gubbels | Swinkels, Gubbels, Steegh, Heger, Van den Hurk, Lamberts, Theuws, Teeuwen, Sleven, Nass 35' ( Van der Meij), Snijders |                |
| Stadion: Stadion De Kraal, Venlo Toeschouwers: 1.500 Arbiter: Dreimüller |                                   |           |                    | Swinkels, Gubbels, Steegh, Heger, Van den Hurk, Lamberts, Theuws, Teeuwen, Sleven, Nass 35' ( Van der Meij), Snijders |                |
| Stadion: Stadion De Kraal, Venlo Toeschouwers: 1.500 Arbiter: Dreimüller |                                   |           |                    | Swinkels, Gubbels, Steegh, Heger, Van den Hurk, Lamberts, Theuws, Teeuwen, Sleven, Nass 35' ( Van der Meij), Snijders |                |
| Bijz.: VVV plaatst zich voor de volgende bekerronde.                     |                                   |           |                    | |                |

Derde ronde:
| Dinsdag 1 januari 1957, 14:30                                             | Oldenzaal | 0-4 (0-0) | VVV                                           | Opstelling Oldenzaal                                                                                     | Opstelling VVV |  |
| Stadion: 't Heuveltje, Oldenzaal Toeschouwers: 6.000 Arbiter: Van Leeuwen |           |           | 20' De Bruin 40' Wilkes 75' Theuws 87' Theuws | Bolink, Vermeer, G. Velthuis, Wonink, A. Velthuis, Van Triest, Kuiper, Valks , Koopman, Pierik, De Leeuw | Swinkels, Gubbels , Lamberts, Teeuwen, Van den Hurk, Klaassens, Theuws, De Bruin, Sleven, Wilkes, Snijders 46' ( Steegh) |  |
| Stadion: 't Heuveltje, Oldenzaal Toeschouwers: 6.000 Arbiter: Van Leeuwen |           |           |                                               | Bolink, Vermeer, G. Velthuis, Wonink, A. Velthuis, Van Triest, Kuiper, Valks , Koopman, Pierik, De Leeuw | Swinkels, Gubbels , Lamberts, Teeuwen, Van den Hurk, Klaassens, Theuws, De Bruin, Sleven, Wilkes, Snijders 46' ( Steegh) |  |
| Stadion: 't Heuveltje, Oldenzaal Toeschouwers: 6.000 Arbiter: Van Leeuwen |           |           |                                               | Bolink, Vermeer, G. Velthuis, Wonink, A. Velthuis, Van Triest, Kuiper, Valks , Koopman, Pierik, De Leeuw | Swinkels, Gubbels , Lamberts, Teeuwen, Van den Hurk, Klaassens, Theuws, De Bruin, Sleven, Wilkes, Snijders 46' ( Steegh) |  |
| Bijz.: VVV plaatst zich voor de volgende bekerronde.                      |           |           |                                               | | |  |

Achtste finale:
| Zondag 3 maart 1957, 14:30                                               | VVV                                                                      | 6-1 (2-0) | ZFC          | Opstelling VVV | Opstelling ZFC |
| Stadion: Stadion De Kraal, Venlo Toeschouwers: 1.000 Arbiter: Roodenburg | Wilkes 28' (pen.) Wilkes 34' Sleven 48' Sleven 59' Wilkes 70' Sleven 90' |           | 47' De Graaf | Swinkels 46' ( Cordang), Gubbels, Steegh, Van der Meij 46' ( Teeuwen), Van den Hurk, Nass , Theuws, Wilkes, Sleven, Burhenne, Lamberts |                |
| Stadion: Stadion De Kraal, Venlo Toeschouwers: 1.000 Arbiter: Roodenburg |                                                                          |           |              | Swinkels 46' ( Cordang), Gubbels, Steegh, Van der Meij 46' ( Teeuwen), Van den Hurk, Nass , Theuws, Wilkes, Sleven, Burhenne, Lamberts |                |
| Stadion: Stadion De Kraal, Venlo Toeschouwers: 1.000 Arbiter: Roodenburg |                                                                          |           |              | Swinkels 46' ( Cordang), Gubbels, Steegh, Van der Meij 46' ( Teeuwen), Van den Hurk, Nass , Theuws, Wilkes, Sleven, Burhenne, Lamberts |                |
| Bijz.: VVV plaatst zich voor de volgende bekerronde.                     |                                                                          |           |              | |                |

Kwartfinale:
| Woensdag 8 mei 1957, 19:00                                                                                      | VVV          | 1-6 (1-2) | Feijenoord                                                                  | Opstelling VVV                                                                                      | Opstelling Feijenoord |  |
| Stadion: Stadion Feijenoord, Rotterdam Toeschouwers: 11.000 Arbiter: Bronkhorst                                 | Lamberts 12' |           | 2' Van der Gijp 38' Meerman 49' Meerman 54' Meerman 58' Meerman 60' Meerman | Cordang, Gubbels, Steegh, Teeuwen, Van den Hurk, Klaassens, Theuws, Wilkes, Sleven, Nass , Lamberts | Panman, Veldhoen, Brilleman, Steenbergen , Kerkum, Van Woerden, Meerman, Bak, Van der Gijp, Schouten, Moulijn 60' ( De Kreek) |  |
| Stadion: Stadion Feijenoord, Rotterdam Toeschouwers: 11.000 Arbiter: Bronkhorst                                 |              |           |                                                                             | Cordang, Gubbels, Steegh, Teeuwen, Van den Hurk, Klaassens, Theuws, Wilkes, Sleven, Nass , Lamberts | Panman, Veldhoen, Brilleman, Steenbergen , Kerkum, Van Woerden, Meerman, Bak, Van der Gijp, Schouten, Moulijn 60' ( De Kreek) |  |
| Stadion: Stadion Feijenoord, Rotterdam Toeschouwers: 11.000 Arbiter: Bronkhorst                                 |              |           |                                                                             | Cordang, Gubbels, Steegh, Teeuwen, Van den Hurk, Klaassens, Theuws, Wilkes, Sleven, Nass , Lamberts | Panman, Veldhoen, Brilleman, Steenbergen , Kerkum, Van Woerden, Meerman, Bak, Van der Gijp, Schouten, Moulijn 60' ( De Kreek) |  |
| Bijz.: Wedstrijd op verzoek van VVV gespeeld in Rotterdam vanwege verwachte grotere recette. VVV uitgeschakeld. |              |           |                                                                             | | |  |

## Statistieken
|             | Jacky Cordang       | 08-04-1932 | 4  | 0  | 2 | 0 |
|             | Frans Swinkels      | 02-11-1931 | 32 | 0  | 4 | 0 |
|             | Gerard van Tankeren | 06-07-1938 | 0  | 0  | 0 | 0 |
| Verdediging |                     |            |    |    |   |   |
|             | Piet Gubbels        | 31-03-1921 | 32 | 0  | 4 | 0 |
|             | Hay Lamberts        | 28-03-1934 | 27 | 7  | 5 | 1 |
|             | Harrie Steegh       | 26-02-1934 | 26 | 1  | 5 | 0 |
| Middenveld  |                     |            |    |    |   |   |
|             | Willy Heger         | 24-08-1928 | 11 | 1  | 2 | 0 |
|             | Ton van den Hurk    | 03-03-1933 | 32 | 0  | 5 | 0 |
|             | Jan Klaassens       | 04-09-1931 | 34 | 2  | 3 | 0 |
|             | Jan van der Meij    | 08-02-1937 | 0  | 0  | 2 | 0 |
|             | Gijs Nass           | 08-12-1920 | 32 | 2  | 3 | 0 |
| Aanval      |                     |            |    |    |   |   |
|             | Frans de Bruin      | 29-09-1937 | 3  | 1  | 1 | 1 |
|             | Nico Burhenne       | onbekend   | 0  | 0  | 1 | 0 |
|             | Pierre Janse        | 06-05-1933 | 4  | 1  | 1 | 0 |
|             | Otto de Kleijn      | 08-09-1933 | 0  | 0  | 0 | 0 |
|             | Hay Nijholt         | 05-11-1931 | 0  | 0  | 0 | 0 |
|             | Jan Seelen          | 07-10-1938 | 0  | 0  | 0 | 0 |
|             | Hans Sleven         | 06-11-1936 | 29 | 7  | 5 | 4 |
|             | Leo Snijders        | 25-12-1936 | 26 | 6  | 3 | 1 |
|             | Herman Teeuwen      | 04-06-1930 | 31 | 10 | 5 | 1 |
|             | Jozef Theuws        | 15-12-1934 | 29 | 4  | 5 | 3 |
|             | Faas Wilkes         | 13-10-1923 | 30 | 8  | 3 | 4 |

Ajax ·
Amsterdam ·
BVV ·
DOS ·
Eindhoven ·
Elinkwijk ·
Sportclub Enschede ·
Feijenoord ·
Fortuna '54 ·
GVAV ·
MVV ·
NAC ·
NOAD ·
PSV ·
Rapid JC ·
Sparta ·
VVV ·
Willem II